# Zhu Chenghu
Zhu Chenghu (chinesisch: 朱成虎; * 1952 in Dangtu, China) ist ein General der chinesischen Volksbefreiungsarmee und Professor an der National Defense University (NDU) der Volksbefreiungsarmee.
Er ist das Enkelkind von Zhu De, einem Weggefährten Maos und langjährigen Oberkommandierenden der chinesischen Roten Armee. Er publizierte diverse Bücher und Aufsätze zur militärischen Strategie. Er ist mit einer Neurologin verheiratet und hat eine Tochter, die Wirtschaft studiert.
Internationale Bekanntheit gewann er, als er 2005 in einem Interview erklärte, dass die Volksrepublik China womöglich einen Atombombenangriff auf die USA ausüben würde, falls diese sich in den Konflikt zwischen China und Taiwan einmischen sollte. Ein Sprecher des chinesischen Außenministeriums nahm die Aussage Chenghus jedoch zurück.